# Плотина Каракая
Плотина Каракая, также Каракайя (тур. Karakaya Barajı) — крупное гидросооружение в Турции, построенное на реке Евфрат и законченное в 1987 году; одна из 21 плотины Юго-Восточного Анатолийского проекта (тур. Güneydoğu Anadolu Projesi, GAP). Плотина ГЭС вырабатывает электроэнергию с помощью шести генераторов по 300 МВт, с общей установленной мощность до 1800 МВт. К конструктивным особенностям сооружения относится размещение машинного зала непосредственно «в теле» плотины, под её водосбросами.
Ежегодно при спаде уровня воды и водохранилище из воды появляется «одинокий минарет», оставшийся со времён переселения жителей одной из деревень. Несмотря на 30 лет, прошедшие с момента затопления, он не разрушился и не накренился.

## Конструкция
В состав гидроэлектростанции Каракая входит бетонная арочно-гравитационная плотина высотой в 173 м; мощность самой ГЭС составляет 1800 МВт: её дают 6 гидроагрегатов по 300 МВт каждый. Водохранилище Каракая меньше, чем у плотины Ататюрка, но также весьма велико: его площадь составляет 298 км2, а объем — 9,5 км3. У плотины есть и «интересная конструктивная особенность», нехарактерная для большинства ГЭС, — это размещение машинного зала с гидроагрегатами непосредственно «в теле» плотины, под её водосбросами.

## Конфликт с Ираком и Сирией
Река Евфрат является важным источником воды, используемой в сельскохозяйственных и технических целях, как в Сирии, так и в Ираке — ещё на стадии планирования правительства обеих стран выразили обеспокоенность по поводу проекта строительства плотины Каракая. В результате переговоров был подписан договор, который гарантировал минимальный поток воды через плотину в 500 м3 (18 000 кубических футов).

## Переселение
По мнению Богумила Терминского, высказанному им в 2013 году, строительство плотины Каракая привело к вынужденному переселению из региона примерно 30 000 человек.
В одном из затопленных селений — в котором, по словам местных жителей, проживало 600 семей — остался стоять «одинокий минарет»: при заполнении водохранилища в 1984 году было решено разрушить деревню и мечеть в ней. В связи с сезонными перепадами уровня воды в водохранилище, летом один из минаретов, который остался стоять, полностью «возникает» из-под воды и привлекает внимание множества как местных, так и зарубежных туристов. Несмотря на то, что с момента затопления прошло более 30 лет, «одинокий минарет» не накренился и не разрушился — благодаря этому он стал символом для жителей региона, которые ежегодно празднуют его «появление». Существует идея признать минарет историческим зданием и восстановить.

## Экологическое состояние озера
Озеро, созданное Каракаяйской плотиной, является одним из важнейших водоёмов региона: вода из него используется для орошения полей, а само оно — для рыболовства. Результаты химического анализа воды из озера показали, что оно было загрязнено различными тяжелыми металлами: эти данные были подтверждены анализом донных отложений и жаберной ткани местных рыб. Причиной загрязнения может являться сельскохозяйственная активность в регионе.